# Аршеневский, Пётр Яковлевич
Пётр Я́ковлевич Аршене́вский (1748, Рига — 1811, Смоленская губерния) — российский государственный деятель, сенатор, тайный советник, московский гражданский губернатор.

## Биография
Первоначальное образование получил в доме отца своего, рижского губернатора генерал-майора Якова Степановича.
В 1759 г. 11-летний Аршеневский был зачислен капралом артиллерии и отпущен в домовой отпуск до окончания наук, на 3 года; год спустя пожалован в сержанты и выпущен в штат генерал-аншефа кн. Голицына переводчиком.
В 1764 г. переведен из Риги подпоручиком в Ярославский пехотный полк. С этим полком он с 1769 по 1771 г. участвовал в турецкой войне, при взятии Хотина и при разбитии 120-тысячной турецкой армии под командою великого визиря Али.
В 1772 г. Аршеневский, с согласия генерал-фельдмаршала гр. Румянцева-Задунайского, был вызван чрезвычайным послом Обрезковым в Букарест и состоял при нём на время конгресса дежур-майором.
Внезапная смерть отца, бывшего в то время нижегородским губернатором, заставила его в августе 1773 г. выйти в отставку и поселиться в своем имении в с. Попове, где он провел 6 лет. За это время он был избран дворянами Бельского у., где находилось его имение, сперва заседателем второго департамента Смоленского верхнего земского суда, а потом уездным предводителем дворянства.
Но, не вступив в эту должность, Аршеневский определился в 1779 г. на службу губернским прокурором во Владимир, откуда спустя 2 года переведен тем же званием в С.-Петербург. Здесь он обратил на себя внимание правительства, и ему повелено было, 28 июня 1782 г., ходить еженедельно по субботам с докладами к Императрице Екатерине II.
За время служения его петербургским прокурором им сочинен «Проект дворянских выборов», Высочайше утверждённый Императрицею и, кроме того, дано до 500 заключений и ордеров для разъяснения законов разным присутственным местам, провинциальным прокурорам и стряпчим.
В феврале 1784 г. Аршеневский вышел в отставку и в продолжение 12 лет занимался в своем имении сельским хозяйством. По вступлении на престол Императора Павла Петровича, 11 февраля 1797 г., он был произведен в статские советники и назначен вице-губернатором в Москву. Здесь он отличился своею распорядительностью, результатом которой явилась экономия для казны в несколько миллионов руб. по одним только казенным подрядам.
Подобная деятельность Аршеневского обратила на себя внимание Императора Павла І, который, в мае того же 1797 г., после совершившегося св. коронования, позвал его в кабинет и удостоил его милостивого разговора, продолжавшегося полчаса времени; при отпуске государь собственноручно возложил на него орден св. Анны 2-й ст. и удостоил принять поднесенную им книжку «О доходах Московской губернии».
В мае следующего года, при проезде Павла Петровича чрез Москву в Казань, Император пожалован его в действительные статские советники и назначил сперва губернатором в Иркутск, а затем, когда Аршеневский отказался по слабости здоровья, — гражданским губернатором в Москву. Год спустя он за образцовое управление губерниею награждён орденом св. Анны 1 ст. и произведен в тайные советники.
При восшествии на престол Императора Александра I он был удостоен Высочайшего рескрипта, в котором, между прочим, сказано: «ревностное ваше служение и способности всегда привлекали особенное Мое внимание. Свидетельство, дошедшее ко Мне о порядке, правом суде и спокойствии, доставленном вами жителям Московской губернии, делают вам честь и Мне удовольствие…» После состоявшегося в Москве чина св. коронования, Аршеневский получил несколько Высочайших наград за поднесенную Их Величествам книжку: «Описание Московской губернии» и за увеличение казенных доходов на 2400000 руб.
В декабре 1803 г. он был пожалован сенатором, но уже в июне следующего года уволен в отставку из-за доноса недоброжелателей, впоследствии не оправдавшегося.